# Oyem
Oyem – miasto w Gabonie, stolica prowincji Woleu-Ntem, położona przy drodze krajowej N2 nad rzeką Ntem. W mieście znajduje się lotnisko, szpital i market. Czwarte co do wielkości miasto kraju.